# Kōnan, Aichi

Kōnan (江南市 Kōnan-shi?) este un municipiu din Japonia, prefectura Aichi.